# Marina Comas
Marina Comas Oller (Santa Maria de Besora, 1 de setembro de 1996) é uma atriz espanhola.
Em 2011, recebeu o Prêmio Goya de melhor atriz revelação e o Gaudí de melhor atriz coadjuvante pelo seu trabalho no filme Pa negre, dirigido por Agustí Villaronga.

## Filmografia

### Cinema
| Ano  | Filme                                   | Personagem | Diretor           |
| ---- | --------------------------------------- | ---------- | ----------------- |
| 2014 | El café de la Marina                    | Rosa       | Silvia Munt       |
| 2013 | Canguro (curto)                         | Laura      | Pau Cabarrocas    |
| 2012 | Los niños salvajes (Els nens salvatges) | Oki        | Patricia Ferreira |
| 2011 | Rem (curto)                             | Alicia     | Javier Ferreiro   |
| 2010 | Pa negre                                | Núria      | Agustí Villaronga |

### Televisão
| Ano  | Série              | Personagem | Canal               |
| ---- | ------------------ | ---------- | ------------------- |
| 2014 | La Riera           | Candela    | TV3                 |
| 2013 | Polseres vermelles | Nuria      | TV3, TNT e Antena 3 |
| 2011 | Terra Baixa        | Nuri       | TV3                 |